# تايلور مومسن
تايلور ميشال مومسن (بالإنجليزية: Taylor Momsen)‏ (من مواليد 26 يوليو 1993) هي مغنية اميركية ومؤلفة أغاني وممثلة وعارضة ازياء.

## فيلموغرافيه
| عام       | عنوان                           | دور              | ملاحظة                                                           |
| --------- | ------------------------------- | ---------------- | ---------------------------------------------------------------- |
| 1999      | The Prophet's Game              | Honey Bee Swan   |                                                                  |
| 2000      | How the Grinch Stole Christmas ‏ | Cindy Lou Who    | Nominated – Saturn Award for Best Performance by a Younger Actor |
| 2002      | كنا جنودا                       | Julie Moore      |                                                                  |
| 2002      | Hansel & Gretel                 | Gretel           |                                                                  |
| 2002      | جزيرة الأحلام المفقودة          | Alexandra        |                                                                  |
| 2006      | Saving Shiloh ‏                  | Samantha Wallace |                                                                  |
| 2007      | Paranoid Park ‏                  | Jennifer         |                                                                  |
| 2007      | Underdog                        | Molly            |                                                                  |
| 2007–2011 | فتاة النميمة (مسلسل)            | Jenny Humphrey   | Series regular (seasons 1–4); 87 episodes                        |
| 2008      | Spy School                      | Madison Kramer   |                                                                  |

## وصلات خارجية
- الموقع الرسمي
- تايلور مومسن على موقع IMDb (الإنجليزية)
- تايلور مومسن على موقع ميتاكريتيك (الإنجليزية)
- تايلور مومسن على موقع روتن توميتوز (الإنجليزية)
- تايلور مومسن على موقع قاعدة بيانات الأفلام العربية
- تايلور مومسن على موقع ألو سيني (الفرنسية)
- تايلور مومسن على موقع ميوزك برينز (الإنجليزية)
- تايلور مومسن على موقع تيرنر كلاسيك موفيز (الإنجليزية)
- تايلور مومسن على موقع أول موفي (الإنجليزية)
- تايلور مومسن على موقع قاعدة بيانات الأفلام السويدية (السويدية)
- تايلور مومسن على موقع إن إن دي بي (الإنجليزية)